# Flav
Flav (latinsko Flavus) je bil član kraljeve družine germanskega plemena Heruskov, sin poglavarja Segimerja, ki je služil v rimski vojski. Spominjajo se ga predvsem kot mlajšega brata Arminija, ki je Germane vodil do zmage nad Rimljani v Tevtoburškem gozdu leta 9 n. št.

## Ime
Niti Arminius niti Flavus nista starogermanski imeni. Flavus v latinščini pomeni "rumeno", "zlato" ali "svetlo" in domnevno kaže, da je imel svetle lase. Njegovo prvotno ime ni znano.

## Življenje
Flavus je bil sin heruškega poglavarja Segimerja in mlajši brat Arminija. Njegov oče je bil rimski zaveznik pod Avgustom. Oba sinova sta dobila rimsko državljanstvo in sta služila v rimski vojski. Kot equites pomožnih enot je Flav leta 9 n. št. med ilirskim uporom izgubil oko. Istega leta je njegov brat Arminij v Tevtoburškem gozdu premagal tri rimske legije. Zdi se, da je Flav ostal zvest Rimu in še naprej služil v njegovi vojski. Pod Tiberijem je sodeloval v rimskih povračilnih pohodih v Germaniji in pomagal premagati svojega brata v bitki pri reki Weser. Po tej bitki so se Rimljani umaknili čez Ren.
Zdi se, da je Flav umrl pred letom 47 n. št., ko so Heruski zapisani, da so prosili Rim, naj jim pošlje njegovega sina Italika (Italicusa), zadnjega preživelega člana njihove kraljeve družine, da bi jih vodil.